# 流感快篩

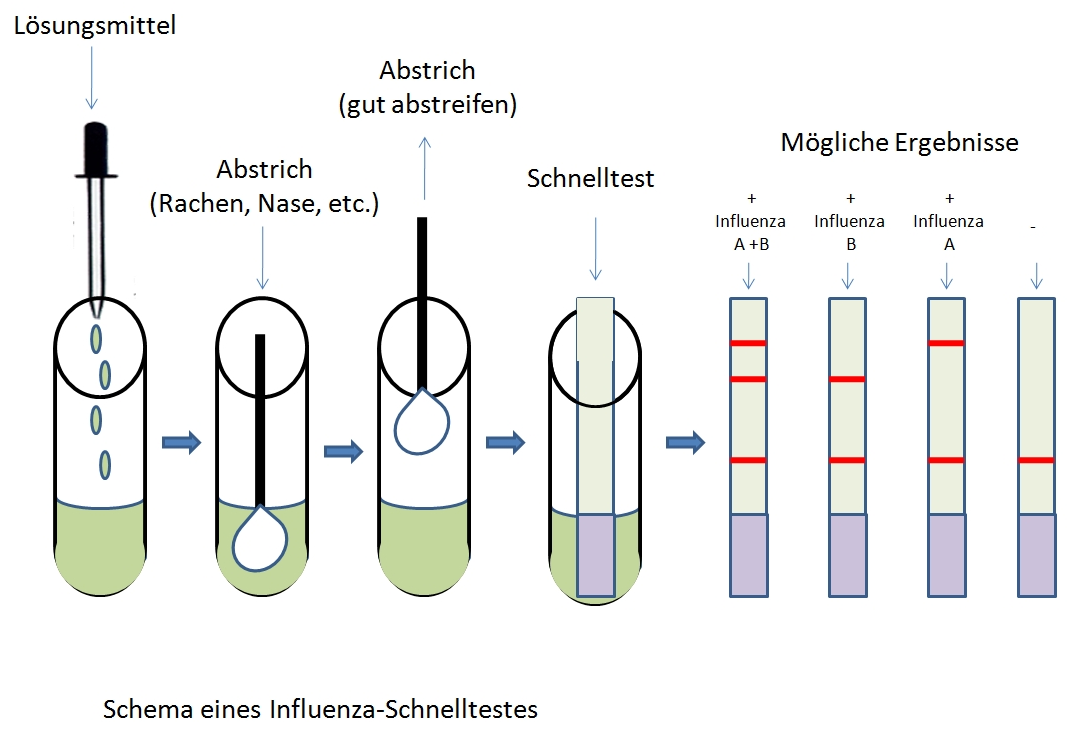
流感快速診斷測試的一般步驟圖

流感快速診斷測試（rapid influenza diagnostic test，簡稱RIDT）是針對流行性感冒的快速診斷測試，是偵測流行性感冒病毒核蛋白抗原。一般用的流感快篩可以在三十分鐘以內知道結果。結果會用顏色變化或是其他可以看到的訊息來表示。對臨床醫師而言，流感快篩是第一線的測試，可以用其他傳統診斷測試來確認（特別是陰性的情形）。流感快篩也可以讓臨床醫師提早針對高危險族群進行抗病毒治療、制定有效的感染控制措施、或是對診斷到的結果告知病患，以進行相關醫療決定。已證實流感快篩可以減少胸腔的射線照相術，以及救護車上的血液檢測，但對抗生素的處方或是在急診部門的時間則沒有改善
根據研究，H1N1快篩測試的靈敏度66%, 代表偽陰性（有感染，但沒有檢測到）的比例是34%。

## 外部連結
- . H1N1 Flu. Centers for Disease Control and Prevention. 2009-08-10  [2009-11-23]. （原始内容存档于2021-03-22）.